# Martin Mikulič
Martin Mikulič (Bratislava, 14 marzo 1985) è un ex calciatore slovacco, di ruolo attaccante.

## Carriera

### Allenatore
Dal 2020 ricopre il ruolo di assistente allenatore del Bruck/Leitha, squadra austriaca con cui ha chiuso la carriera.